# William Guy
Ne doit pas être confondu avec William L. Guy ou Guy Williams.
William Augustus Guy (13 juin 1810 – 10 septembre 1885) est un médecin et statisticien britannique, connu pour son travail en statistiques médicales.
Il est l'éditeur du Journal of the Statistical Society of London (la présente Royal Statistical Society), 1852–6 et son président, 1873-5. La Société présente toujours les médailles Guy en son honneur.